# بستل (گیاه)
بستل (گیاه) (نام علمی: Sageretia thea) نام یک گونه از سرده بستل است.